# Улица Брянский Пост
У́лица Бря́нский Пост — тупиковая улица в центре Москвы в Пресненском районе от Звенигородского шоссе вдоль железнодорожных путей.

## Происхождение названия
Названа в 1995 году по Брянскому железнодорожному посту Белорусского направления МЖД.

## Описание
Улица Брянский Пост начинается c северной стороны дублёра Звенигородского шоссе, продолжая трассу улицы Подвойского, непосредственно перед мостом-путепроводом через Третье транспортное кольцо и железную дорогу Белорусского направления. Проходит на север вдоль магистрали ТТК в промзоне, где заканчивается тупиком.

## Здания и сооружения
По нечётной стороне:
- Дом 5 — Московско-Смоленская дистанция гражданских сооружений, водоснабжения и водоотведения (Московско-Смоленское отделение МЖД);
- Дом 7 — 7-й полк полиции, Управление вневедомственной охраны ГУВД Москвы;

По чётной стороне:
- Дом 16 стр. 1-3, стр.6-9 — ГСК «Локомотив»
- Дом 16 стр. 4-5 — Московская Железная Дорога хозяйственные сооружения.